# 蘇澳鎮
蘇澳鎮位於台灣宜蘭縣東南部，東濱太平洋，是北臺灣前往東臺灣必經的城鎮。境內的蘇澳港提供散裝貨輪與海軍168艦隊使用，為中華民國海軍的四大重鎮之一。另一漁港南方澳漁港則為臺灣重要的近海及遠洋漁業港口。
交通方面，蘇澳鎮是蘇花公路、臺鐵北迴線的起點與蔣渭水高速公路的終點。北迴線開通前，蘇澳鎮是北北基地區與花東地區的交通孔道，因往來花蓮的耗時使其成為蘇花公路的中繼點，並有數間商家與旅館位於其境內的蘇澳車站一帶。後因北迴線的開通使其經濟發展受挫。但由於當地的軍港戰略地位重要，在拉法葉艦建軍後，海軍吸入大量的消費人口。加上南方澳、白米木屐村、蘇澳冷泉等重要觀光資源的宣傳，以及蔣渭水高速公路的通車，促使蘇澳觀光人潮相當熱絡。

## 歷史

1944年美軍繪製的蘇澳地圖

關於蘇澳的地名，澳在漢語是指港灣的意思，1938年日本人安倍明義田野調查，所著《臺灣地名研究》認為蘇是「百餘年前移民團統領蘇士尾」而得名，但蘇士尾此人不見於歷史文獻中。另一說是西班牙人以守護聖人命名的聖路連蘇（San Lorenzo）演變成蘇澳。
宜蘭地名台灣番政志將羅馬字（Santa Catalina）翻譯為「聖塔．卡塔利那」，宜蘭縣志翻譯為「三打卡打里拉」。
清代時期傳說曾為海盜蔡牽的根據地。
日治時代第一任總督樺山資紀，於1873年任職海軍少佐時曾渡海來蘇澳一帶勘查，並調查當地原住民的生活與關係。離去後清政府大為緊張，於次年派都督羅大春修築蘇花古道，以加強對後山的統治。
日治後此地設蘇澳街，為台北州蘇澳郡役所所在地。
戰後，中華民國接管臺灣。至1945年12月起，全臺灣劃分為八縣九市，蘇澳鎮屬臺北縣蘇澳區:21:240。蘇澳鎮下分蘇東里、蘇西里、蘇南里、蘇北里、長安里、永昌里、永春里、永樂里、聖湖里、新城里、隘丁里、永榮里、存仁里、頂寮里、新華里、港邊里、北濱里、南安里、南興里、南寧里、南強里、朝陽里、東澳里等22個里:240。1947年2月4日，裁撤蘇澳區署，改隸羅東區:21。1950年，宜蘭立縣，蘇澳鎮改隸宜蘭縣:73。之後境內里數歷經七次變更，至2013年4月1日起，蘇澳鎮共轄26個里:240－241。

## 地理

### 人文
蘇澳地形複雜與多樣為其特色。因地理阻隔大致可分為數區域：
龍德、頂寮：位於蘇澳鎮北方，新城溪北岸。舊名猴猴（Qauqaut，噶瑪蘭族語），為龍德工業區所在地，此為宜蘭縣內最大的工業區。
新城、馬賽、無尾港：位於蘇澳鎮北方，新城溪南岸，南以七星嶺丘陵與蘇澳市區為界。簡稱為「新馬」。為工業、農業中心。馬賽（Basay/巴賽）為噶瑪蘭語。臺二線以東有三處聚落--大坑罟、功勞埔、岳明新村，其中岳明新村名稱來自於紀念沈之岳，是台灣規模最大的大陳新村。隘丁城位於馬賽南方。
蘇澳市區、聖湖：位於七星嶺丘陵之南，為一谷地地形，中有蘇澳溪流過。為蘇澳鎮人口較稠密之處，尤以聖湖為最。聖湖舊名畚箕湖，為一低窪地區，為住宅中心；蘇澳四里（蘇東、蘇南、蘇西、蘇北）為商業、行政與住宅中心，鎮內銀行、服務業多設置於此處。
白米區：位於蘇澳市區之南，亦為一谷地，舊名「過溪仔」，因早期到達需經白米溪故稱。山區盛產水泥原料石灰岩（硫酸鈣），外表白色似米，故稱為「白米甕」。為水泥工業與石礦工業集中地。包含四個里（永光、長安、永春、永樂）。

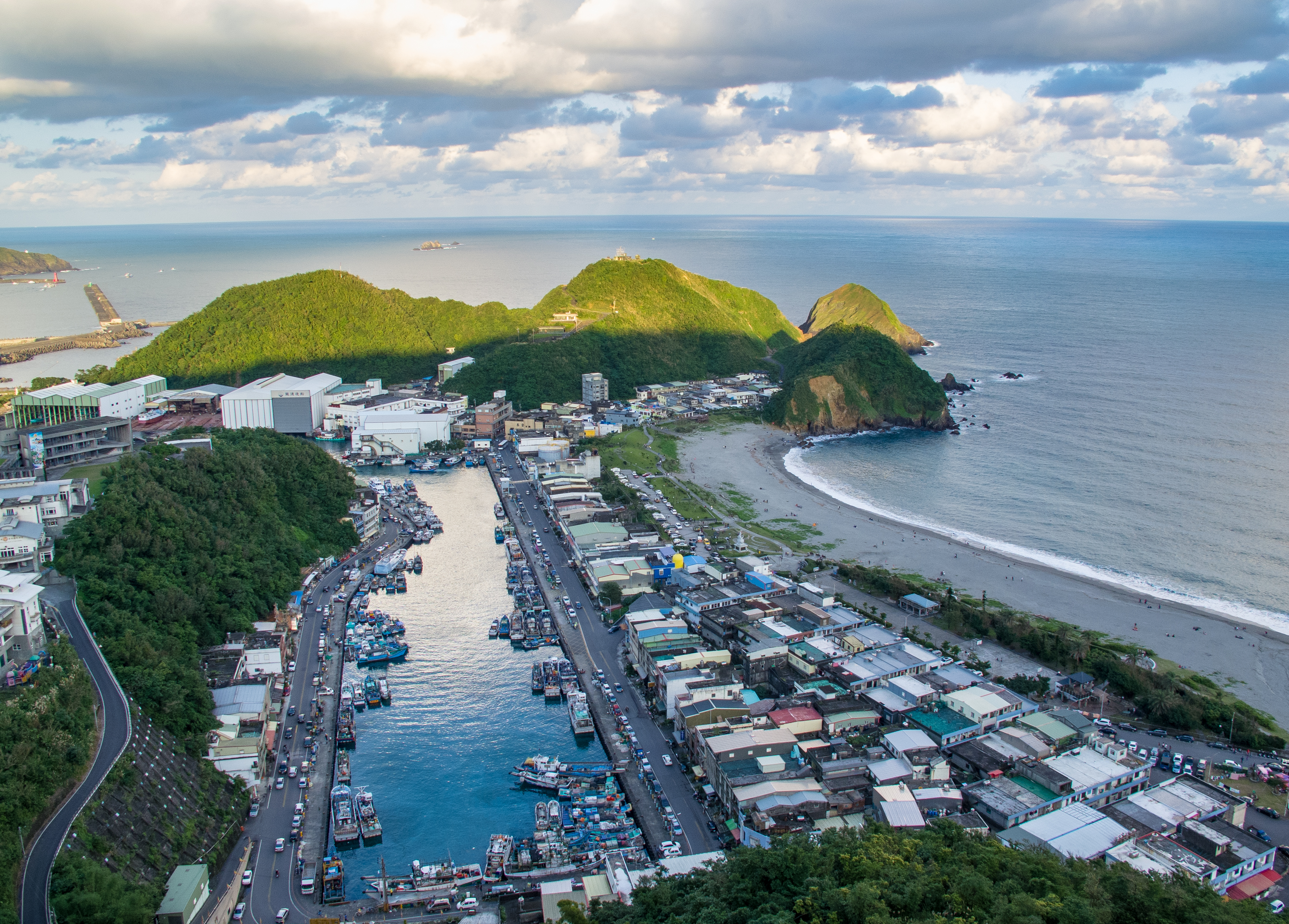
南方澳

南方澳區：位於蘇澳市區之東，為一繁榮漁村，舊名「南風澳」因早期漁船躲避南風而靠岸之處。分為三大漁港，人口稠密，曾於民國60年代為台灣人口密度最高之地區。該處有地理上一特色「陸連島（連島沙洲）」，由內埤漁港南側之沙灘連結，該島上有豆腐岬為戲水聖地。內埤沙灘更因其美景，常榮登於旅遊雜誌推薦之情侶必遊去處之一。然該處有俗稱「瘋狗浪」之巨浪，往往有遊客不慎淪為波臣，受難者家屬因此興建觀音石像以求平安。

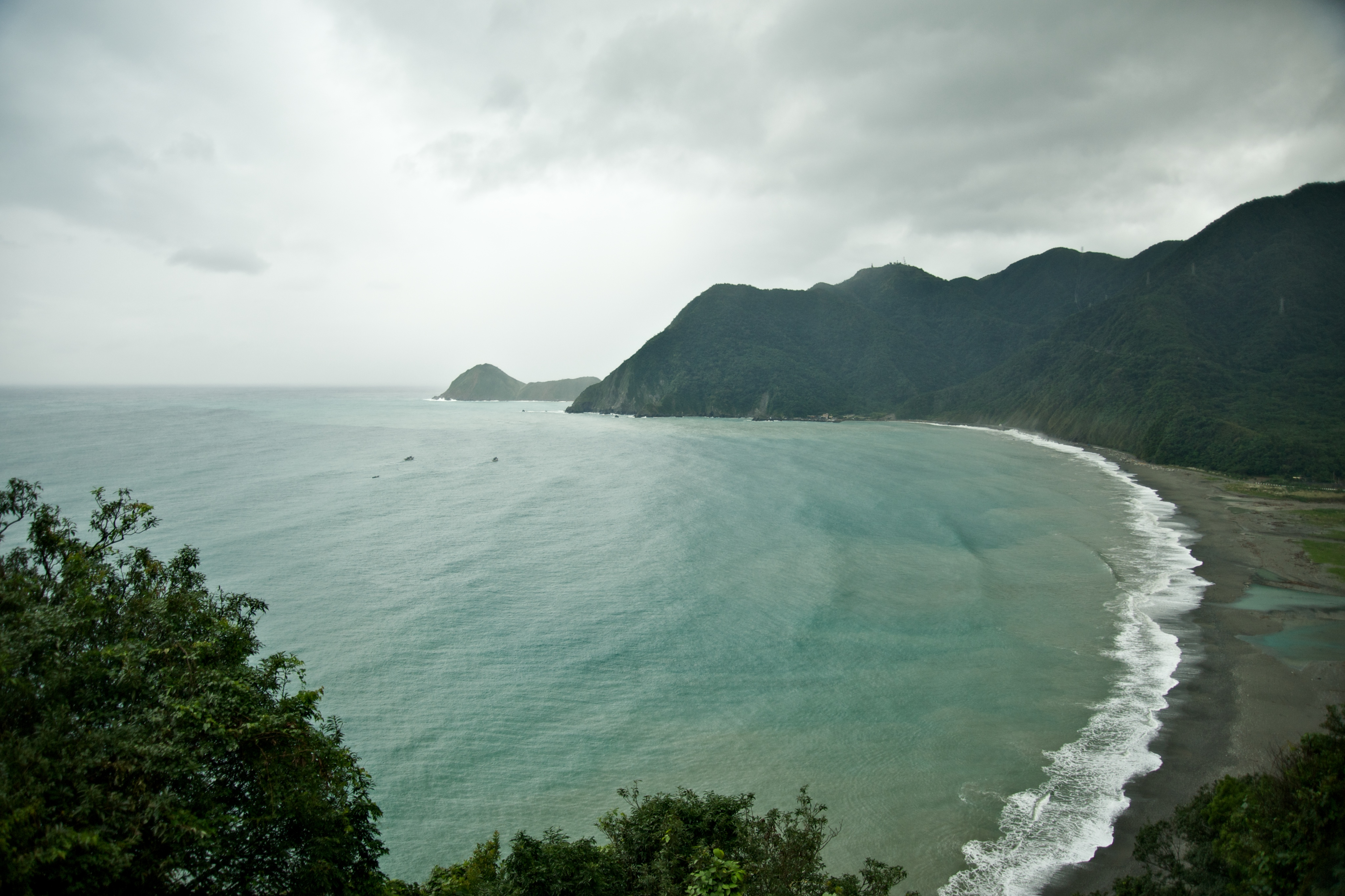
東澳灣及烏石鼻

東澳：離蘇澳市區約14公里處，以東澳嶺與白米區相隔，需行經蘇花公路或北迴鐵路方可到達。該處有水泥工業，以及美麗的沙灘著稱。其南方有烏石鼻，為一半島突出海岸，現為野生動物保護區。由於日治時期原漢分治政策，東澳地區被分成兩半，以台9線蘇花公路為界，東邊沿海地帶，漢人居多，為蘇澳鎮東澳里。西邊靠山地帶，泰雅族原住民居多，為南澳鄉東岳村。
南澳（南強里、朝陽里）：位於蘇澳鎮最南端。以蘇花公路與南澳鄉為界。該處又稱為大南澳，較靠近海岸，為南澳北溪與南澳南溪的出海口。為一農業中心。由於日治時期原漢分治政策，南澳地區亦被分成兩半，以台9線蘇花公路為界，東邊沿海地帶，漢人居多，為蘇澳鎮南強里、朝陽里(日治時期名為浪速，Naniwa)。西邊靠山地帶，泰雅族原住民居多，為南澳鄉南澳村。兩里因距蘇澳市區偏遠（將近26公里），而曾有改歸屬於南澳鄉之議。

### 氣候
| 蘇澳（平均數據1991-2020年，極端數據1982-2021年更新中） | 蘇澳（平均數據1991-2020年，極端數據1982-2021年更新中） | 蘇澳（平均數據1991-2020年，極端數據1982-2021年更新中） | 蘇澳（平均數據1991-2020年，極端數據1982-2021年更新中） | 蘇澳（平均數據1991-2020年，極端數據1982-2021年更新中） | 蘇澳（平均數據1991-2020年，極端數據1982-2021年更新中） | 蘇澳（平均數據1991-2020年，極端數據1982-2021年更新中） | 蘇澳（平均數據1991-2020年，極端數據1982-2021年更新中） | 蘇澳（平均數據1991-2020年，極端數據1982-2021年更新中） | 蘇澳（平均數據1991-2020年，極端數據1982-2021年更新中） | 蘇澳（平均數據1991-2020年，極端數據1982-2021年更新中） | 蘇澳（平均數據1991-2020年，極端數據1982-2021年更新中） | 蘇澳（平均數據1991-2020年，極端數據1982-2021年更新中） | 蘇澳（平均數據1991-2020年，極端數據1982-2021年更新中） |
| 月份                                                   | 1月                                                    | 2月                                                    | 3月                                                    | 4月                                                    | 5月                                                    | 6月                                                    | 7月                                                    | 8月                                                    | 9月                                                    | 10月                                                   | 11月                                                   | 12月                                                   | 全年                                                   |
| ------------------------------------------------------ | ------------------------------------------------------ | ------------------------------------------------------ | ------------------------------------------------------ | ------------------------------------------------------ | ------------------------------------------------------ | ------------------------------------------------------ | ------------------------------------------------------ | ------------------------------------------------------ | ------------------------------------------------------ | ------------------------------------------------------ | ------------------------------------------------------ | ------------------------------------------------------ | ------------------------------------------------------ |
| 历史最高温 °C（°F）                                    | 27.8 (82.0)                                            | 28.4 (83.1)                                            | 30.6 (87.1)                                            | 31.9 (89.4)                                            | 33.7 (92.7)                                            | 34.7 (94.5)                                            | 36.3 (97.3)                                            | 35.8 (96.4)                                            | 34.9 (94.8)                                            | 32.3 (90.1)                                            | 31 (88)                                                | 29.2 (84.6)                                            | 36.3 (97.3)                                            |
| 平均高温 °C（°F）                                      | 19.3 (66.7)                                            | 19.9 (67.8)                                            | 22 (72)                                                | 24.9 (76.8)                                            | 27.6 (81.7)                                            | 30.4 (86.7)                                            | 31.8 (89.2)                                            | 31.5 (88.7)                                            | 29.7 (85.5)                                            | 26.5 (79.7)                                            | 23.8 (74.8)                                            | 20.6 (69.1)                                            | 25.7 (78.3)                                            |
| 日均气温 °C（°F）                                      | 16.6 (61.9)                                            | 17.2 (63.0)                                            | 19 (66)                                                | 21.8 (71.2)                                            | 24.6 (76.3)                                            | 27.3 (81.1)                                            | 28.8 (83.8)                                            | 28.5 (83.3)                                            | 26.8 (80.2)                                            | 24 (75)                                                | 21.2 (70.2)                                            | 18 (64)                                                | 22.8 (73.0)                                            |
| 平均低温 °C（°F）                                      | 14.3 (57.7)                                            | 14.7 (58.5)                                            | 16.3 (61.3)                                            | 19.1 (66.4)                                            | 22 (72)                                                | 24.6 (76.3)                                            | 26 (79)                                                | 25.7 (78.3)                                            | 24.3 (75.7)                                            | 21.8 (71.2)                                            | 19 (66)                                                | 15.8 (60.4)                                            | 20.3 (68.5)                                            |
| 历史最低温 °C（°F）                                    | 5 (41)                                                 | 7.2 (45.0)                                             | 5.8 (42.4)                                             | 10.7 (51.3)                                            | 14.8 (58.6)                                            | 18.1 (64.6)                                            | 22.4 (72.3)                                            | 22.1 (71.8)                                            | 17.4 (63.3)                                            | 16.1 (61.0)                                            | 10.1 (50.2)                                            | 6.3 (43.3)                                             | 5 (41)                                                 |
| 平均降雨量 mm（）                                      | 378.6 (14.91)                                          | 293.7 (11.56)                                          | 193.6 (7.62)                                           | 184.3 (7.26)                                           | 266.6 (10.50)                                          | 229.9 (9.05)                                           | 165.8 (6.53)                                           | 268.5 (10.57)                                          | 450.1 (17.72)                                          | 714.1 (28.11)                                          | 705.7 (27.78)                                          | 584.3 (23.00)                                          | 4,435.2 (174.61)                                       |
| 平均降雨天数（≥ 0.1 mm）                               | 20.1                                                   | 19.2                                                   | 18.4                                                   | 16.8                                                   | 19.3                                                   | 14.7                                                   | 9.5                                                    | 11.5                                                   | 16.1                                                   | 20.3                                                   | 20.7                                                   | 21.5                                                   | 208.1                                                  |
| 平均相對濕度（％）                                     | 79.7                                                   | 80.8                                                   | 79.5                                                   | 80.3                                                   | 81.8                                                   | 80.8                                                   | 76.2                                                   | 77.3                                                   | 78                                                     | 79.3                                                   | 82.2                                                   | 80.6                                                   | 79.7                                                   |
| 月均日照時數                                           | 60.2                                                   | 63.6                                                   | 86.9                                                   | 96                                                     | 116.6                                                  | 164.3                                                  | 247.6                                                  | 222.1                                                  | 153.7                                                  | 93.6                                                   | 69.8                                                   | 55.8                                                   | 1,430.2                                                |
| 来源：中央氣象局                                       |                                                        |                                                        |                                                        |                                                        |                                                        |                                                        |                                                        |                                                        |                                                        |                                                        |                                                        |                                                        |                                                        |

### 特別記錄
- 1994年9月1日於蘇澳鎮南方澳登陸的中度颱風葛拉絲，於蘇澳創下17+級風(68.6m/s)的紀錄，並造成宜蘭縣冬山鄉的三座鋼造供給電源高壓電線塔完全倒塌，以至全縣大停電。
- 2008年9月28日於南澳鄉登陸的強烈颱風薔蜜，於蘇澳創下17+級風(62.4m/s)的紀錄，吹倒多根電線杆與屋舍，造成重創；馬賽國小因此停止上課，進行恢復工作。為自1994年葛拉絲颱風侵襲後，十五年內再次發生17級以上強風的紀錄。聯合新聞網（页面存档备份，存于）
- 2010年10月21日因受到強烈颱風梅姬外圍環流與東北季風的共伴效應影響，蘇澳鎮冷泉路白雲寺土石坍塌，造成9人罹難。當天雨量累積939毫米，破蘇澳氣象站於民國70年設站以來的最大單日雨量紀錄，下午2時降下181毫米也同時創下台灣平地時雨量最高紀錄，蘇澳鎮內各地淹水災情嚴重，水淹一至二層樓高，蘇花公路路基掏空，多人受困。
- 2015年9月28日於南澳鄉登陸的強烈颱風杜鵑，於蘇澳創下17+級風(68.4m/s)的紀錄。並刷新同年8月8日在花蓮縣秀林鄉登陸的中度颱風蘇迪勒17+級風(66.1m/s)於同氣象測站的紀錄，造成宜蘭縣災損嚴重。

### 人口
1955年，蘇澳鎮人口計有31,488人:435。由於政府在1955年規劃安排從大陳島撤退來臺的外省新移民進駐蘇澳，形成「岳明新村」，一年間蘇澳鎮的人口增加了3千多人。之後蘇澳鎮人口數除了在1960年因雪莉颱風造成大量傷亡而減少，其餘年份大致呈現穩定成長:437。1960年代，隨著宜蘭縣政府在溪南地區規劃工業區，加上蘇澳港的建設發展，頻繁的工程建設、持續進行的礦業工作與漁港擴建引入外來漁民等因素，致使蘇澳鎮擁有大量就業機會，人口持續穩定成長:437－438。至1980年代後，隨著北迴鐵路的通車，加上礦產事業的沒落，蘇澳舊市區人潮衰減，而使蘇澳鎮的人口在1981年達到55,599人的巔峰值後，開始轉為負成長:438。
根據宜蘭縣蘇澳鎮戶政事務所統計，2024年底蘇澳鎮戶數約1.5萬戶，人口約3.7萬人，鎮內人口最多與最少的里分別是永榮里與東澳里，2024年底兩里人口分別為4,607人與320人。蘇澳鎮與宜蘭縣其他地區相同，面臨人口老化與少子化的問題，2024年底時，蘇澳鎮人口中有9.09%是0至14歲人口，67.60%是15至64歲人口，23.31%是65歲以上人口，是宜蘭縣老年人口佔比最高的行政區。

## 政治

### 歷屆鎮長
| 屆次   | 姓名   | 黨籍       | 到任日期       | 卸任日期       | 備註       |
| ------ | ------ | ---------- | -------------- | -------------- | ---------- |
| 第1屆  | 林安福 |            | 1951年8月1日   | 1953年7月31日  |            |
| 第2屆  | 林安福 |            | 1953年8月1日   | 1956年7月31日  |            |
| 第3屆  | 蘇古   |            | 1956年8月1日   | 1960年2月28日  |            |
| 第4屆  | 邱火   |            | 1960年3月1日   | 1964年2月28日  |            |
| 第5屆  | 邱火   |            | 1964年3月1日   | 1968年2月28日  |            |
| 第6屆  | 黃傳宗 |            | 1968年3月1日   | 1973年3月31日  |            |
| 第7屆  | 王秋郎 |            | 1973年4月1日   | 1975年6月23日  |            |
| 第8屆  | 王秋郎 |            | 1977年12月30日 | 1982年12月29日 |            |
| 第9屆  | 林文吉 | 中國國民黨 | 1982年12月30日 | 1986年2月28日  |            |
| 第10屆 | 林文吉 | 中國國民黨 | 1986年3月1日   | 1990年2月28日  |            |
| 第11屆 | 林棋山 | 中國國民黨 | 1990年3月1日   | 1994年2月28日  |            |
| 第12屆 | 林棋山 | 中國國民黨 | 1994年3月1日   | 1998年2月28日  |            |
| 第13屆 | 李坤山 | 中國國民黨 | 1998年3月1日   | 2002年2月28日  |            |
| 第14屆 | 李坤山 | 中國國民黨 | 2002年3月1日   | 2006年2月28日  |            |
| 第15屆 | 林騰煌 | 中國國民黨 | 2006年3月1日   | 2010年2月28日  |            |
| 第16屆 | 林騰煌 | 中國國民黨 | 2010年3月1日   | 2014年12月24日 |            |
| 第17屆 | 陳金麟 | 中國國民黨 | 2014年12月25日 | 2018年12月25日 | 連任失敗   |
| 第18屆 | 李明哲 | 民主進步黨 | 2018年12月25日 | 2022年12月25日 | 李坤山之子 |
| 第19屆 | 李明哲 | 民主進步黨 | 2022年12月25日 | 現任           | 李坤山之子 |

### 鎮政組織

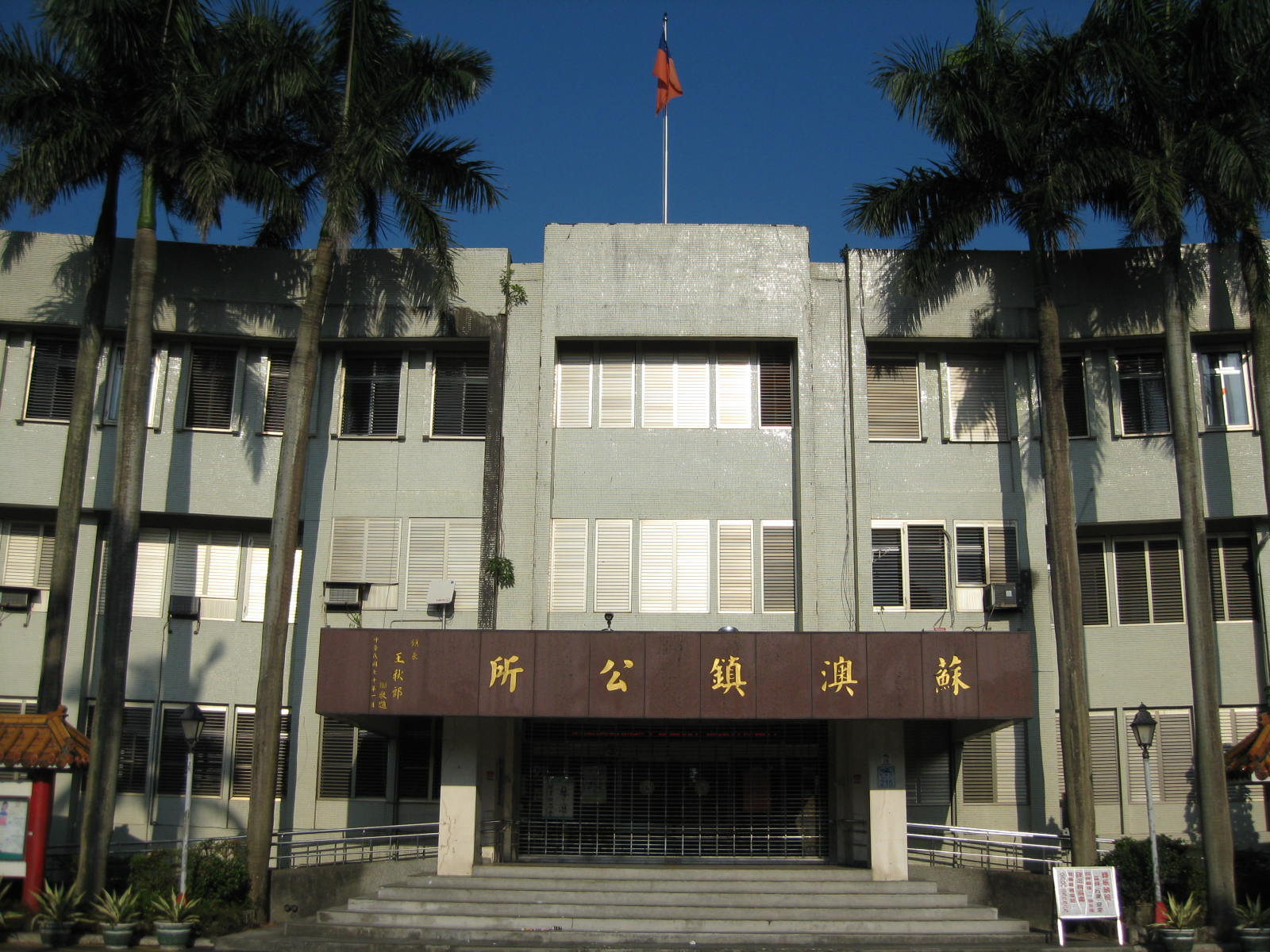
蘇澳鎮公所

蘇澳鎮公所是蘇澳鎮最高層級的地方行政機關，在中華民國政府架構中為鎮自治的行政機關，同時負責執行縣政府及中央機關委辦事項，蘇澳鎮的自治監督機關為宜蘭縣政府。鎮長由全體鎮民直接選舉產生，任期為四年，可連選連任一次。蘇澳鎮公所並置鎮政會議，為鎮政最高決策機構，在鎮長之下，設有5課4室等9個內部單位及5個附屬機關。
蘇澳鎮民代表會是蘇澳鎮的最高民意機關，代表蘇澳鎮全體鎮民立法和監察鎮政。鎮民代表由公民直選選出，任期為四年，可連選連任。蘇澳鎮民代表會共有11位鎮民代表，分別為第一選區1席鎮民代表、第二選區2席鎮民代表、第三選區4席鎮民代表、第四選區4席鎮民代表，主席、副主席由11位鎮民代表互選產生。

### 行政區
現今蘇澳鎮行政範圍的確立，來自於1945年將原屬蘇澳郡蕃地的西帽、烏岩、東澳、大南澳等地納入蘇澳街街域。戰後改為「蘇澳鎮」，屬臺北縣蘇澳區:239。1947年2月4日，裁撤蘇澳區署，蘇澳鎮改隸臺北縣羅東區:21。1950年，調整行政區域，蘇澳鎮改隸新成立的宜蘭縣:240。
蘇澳鎮共轄26個里，其行政區域分布情形為:243－252：
| 次分區   | 里名   | 里名   | 里名   | 里名   | 里名   | 里名   | 里名   | 里名   | 里名   | 里名   |
| -------- | ------ | ------ | ------ | ------ | ------ | ------ | ------ | ------ | ------ | ------ |
| 新馬區   | 龍德里 | 頂寮里 | 新城   | 永榮里 | 存仁里 | 隘丁里 | 港邊里 |        |        |        |
| 蘇澳區   | 聖湖   | 聖愛里 | 蘇北里 | 蘇南里 | 蘇西里 | 永光里 | 長安里 | 蘇東里 | 永春里 | 永樂里 |
| 南方澳區 | 南正里 | 南安里 | 南興里 | 南建里 | 南寧里 | 南成里 |        |        |        |        |
| 東南澳區 | 東澳里 | 南強里 | 朝陽里 |        |        |        |        |        |        |        |

## 觀光資源

台灣畫家李梅樹所繪製的蘇澳漁港情景

每年夏季為旅遊旺季，以蘇澳冷泉與海洋風情著名的蘇澳，吸引台灣各地觀光客前往拜訪。

### 飲食名產
- 鯖蔥燒

位於南方澳靠近南寧魚市場附近，使用在地鯖魚製作的點心，成為南方澳特色美食之一
- 鮮魚湯

位於江夏路上的商家，以南方澳新鮮漁產做為料理食材新鮮現煮，更為地方所讚譽。
- 羊羹

蘇澳羊羹本鋪、鳳鳴羊羹本鋪。前身是日治時代時日本人中村真一於1903年開設的臨海羊羹，第二次世界大戰結束後在引揚歸國前將店鋪傳給弟子翁鳳鳴，營業至今。
- 牛舌餅

於縣內其他鄉鎮亦有製作。為道地宜蘭名產。
- 海產

南方澳漁港的海產豐富，且本地為全台僅次於屏東縣東港鎮的第二大黑鮪魚產地。

### 地方節慶
- 冷泉嘉年華：每年七月中下旬。
- 南方澳鯖魚節：每年十月中旬。
- 鯖魚祭：每年中秋節前後。

### 著名寺廟
- 南方澳南天宮
- 南方澳進安宮
- 南方澳金龍寺 (宜蘭西國三十三所靈場之一)
- 頂寮城隍廟
- 招寶宮

## 體育設施
- 北濱公園
- 蘇澳運動公園
- 冷泉運動公園
- 蘇澳鎮立游泳池

## 教育

### 高級中等學校
- 國立蘇澳高級海事水產職業學校(1959)：宜蘭縣蘇澳鎮蘇西里蘇港路213號
- 宜蘭縣立慈心華德福教育實驗高級中等學校（蘇澳校區）：宜蘭縣蘇澳鎮中山路二段1號 高中部借用蘇澳國中教室設有3班

### 國民中學
- 宜蘭縣立蘇澳國民中學
- 宜蘭縣立南安國民中學
- 宜蘭縣立文化國民中學

### 國民小學
- 宜蘭縣蘇澳鎮蘇澳國民小學
- 宜蘭縣蘇澳鎮士敏國民小學
- 宜蘭縣蘇澳鎮岳明國民小學
- 宜蘭縣蘇澳鎮馬賽國民小學
- 宜蘭縣蘇澳鎮永樂國民小學
- 宜蘭縣蘇澳鎮育英國民小學
- 宜蘭縣蘇澳鎮南安國民小學
- 宜蘭縣蘇澳鎮蓬萊國民小學

蓬萊國小

- 宜蘭縣蘇澳鎮北濱國民小學(1920-1975)：宜蘭縣蘇澳鎮蘇東里北方澳小澳
- 宜蘭縣蘇澳鎮蓬萊國民小學東澳分校(1948-1984)：宜蘭縣蘇澳鎮東澳里
- 宜蘭縣蘇澳鎮蓬萊國民小學海岸分校(1948-1984)：宜蘭縣蘇澳鎮朝陽里海岸路
- 宜蘭縣蘇澳鎮永樂國民小學西帽山分校(1964-1978)：宜蘭縣蘇澳鎮朝陽里

## 醫療
- 臺北榮民總醫院蘇澳分院 （页面存档备份，存于）
- 蘇澳建生醫院

## 交通

### 鐵路
臺灣鐵路管理局
- 宜蘭線：新馬車站 - 蘇澳新站 - 蘇澳車站
- 北迴線：蘇澳新站 - 永樂車站 - 南澳車站

### 公路
- 國道五號（蔣渭水高速公路）
  - 54 蘇澳 蘇澳交流道
- 台2線（北部濱海公路）
  - 台2戊線：（五結鄉新店－蘇澳）
- 台9線（蘇花公路，包含蘇花改）
  - 台9丁線（舊蘇花公路）

### 公車資訊
- 國道客運
  - 台北客運、大都會客運聯營：
    - 9028 捷運大坪林站－北二高－北宜高－羅東轉運站－蘇澳

  - 國光客運：
    - 1879 圓山轉運站－中山高－南港－環東大道－北二高－北宜高－羅東－南方澳

  - 葛瑪蘭客運：
    - 1918 板橋轉運站－南港轉運站－北二高－北宜高－蘇澳轉運站－蘇花改－花蓮轉運站

- 宜蘭縣市區公車
  - 首都客運：
    - 241 羅東轉運站－蘇澳新站

  - 國光客運：
    - 122 蘇澳轉運站－粉鳥林
    - 紅2 宜蘭轉運站－南方澳(假日行駛)
    - 綠28 蘇澳新火車站－豆腐岬風景區
    - 1766 南方澳－烏石港(平日行駛)
    - 1767 南方澳－純精路－頭城(平日行駛)
    - 1791 羅東－清水－南方澳
    - 1797 羅東－岳明新村(部分班次經清水)
    - 1799 蘇澳－永樂里

  - 葛瑪蘭客運：
    - 243 羅東轉運站－－蘇澳轉運站

  - 大都會客運：
    - 121 蘇澳轉運站－龍德工業區－利澤簡－羅東轉運站

### 港口

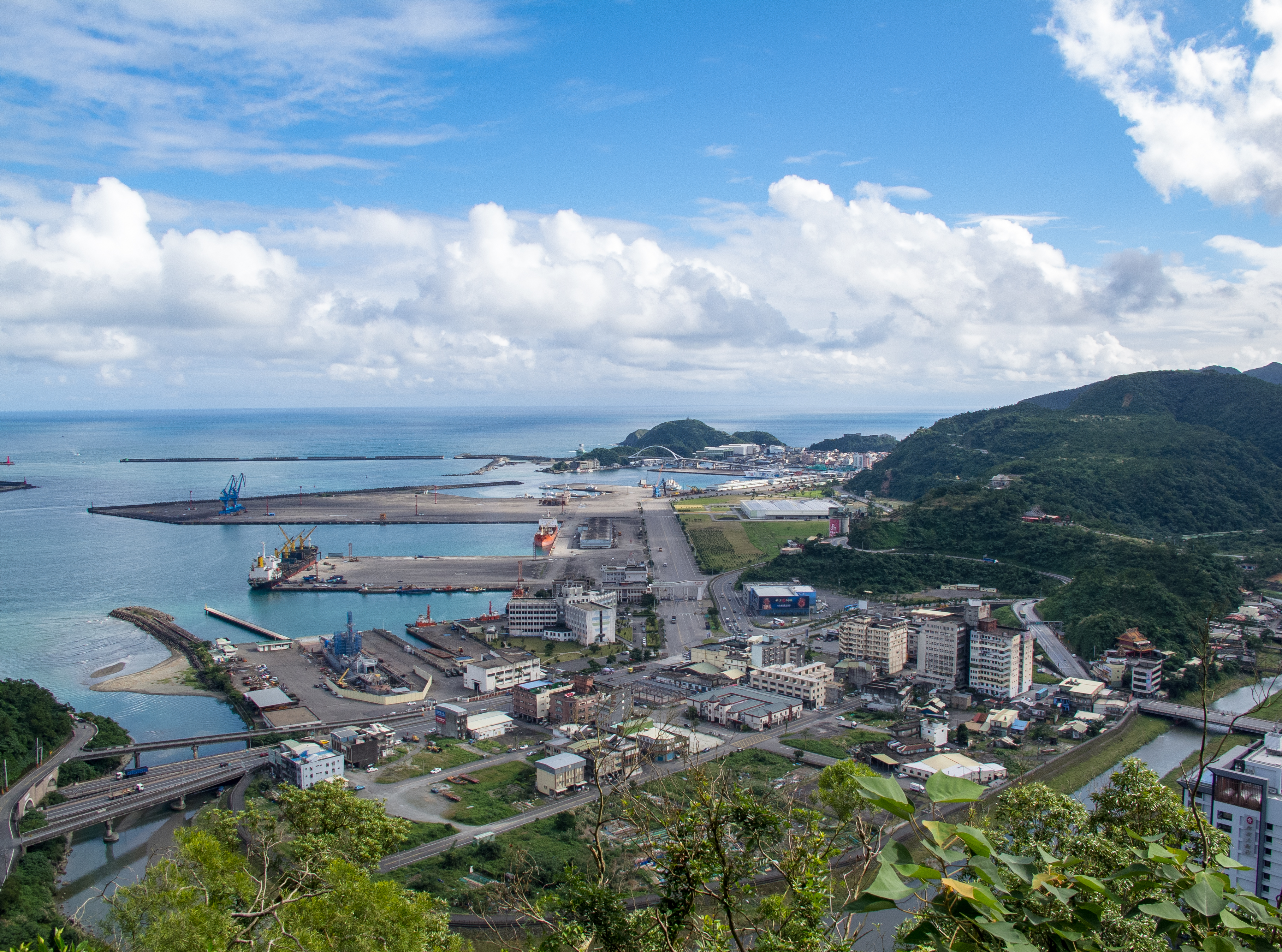
蘇澳港

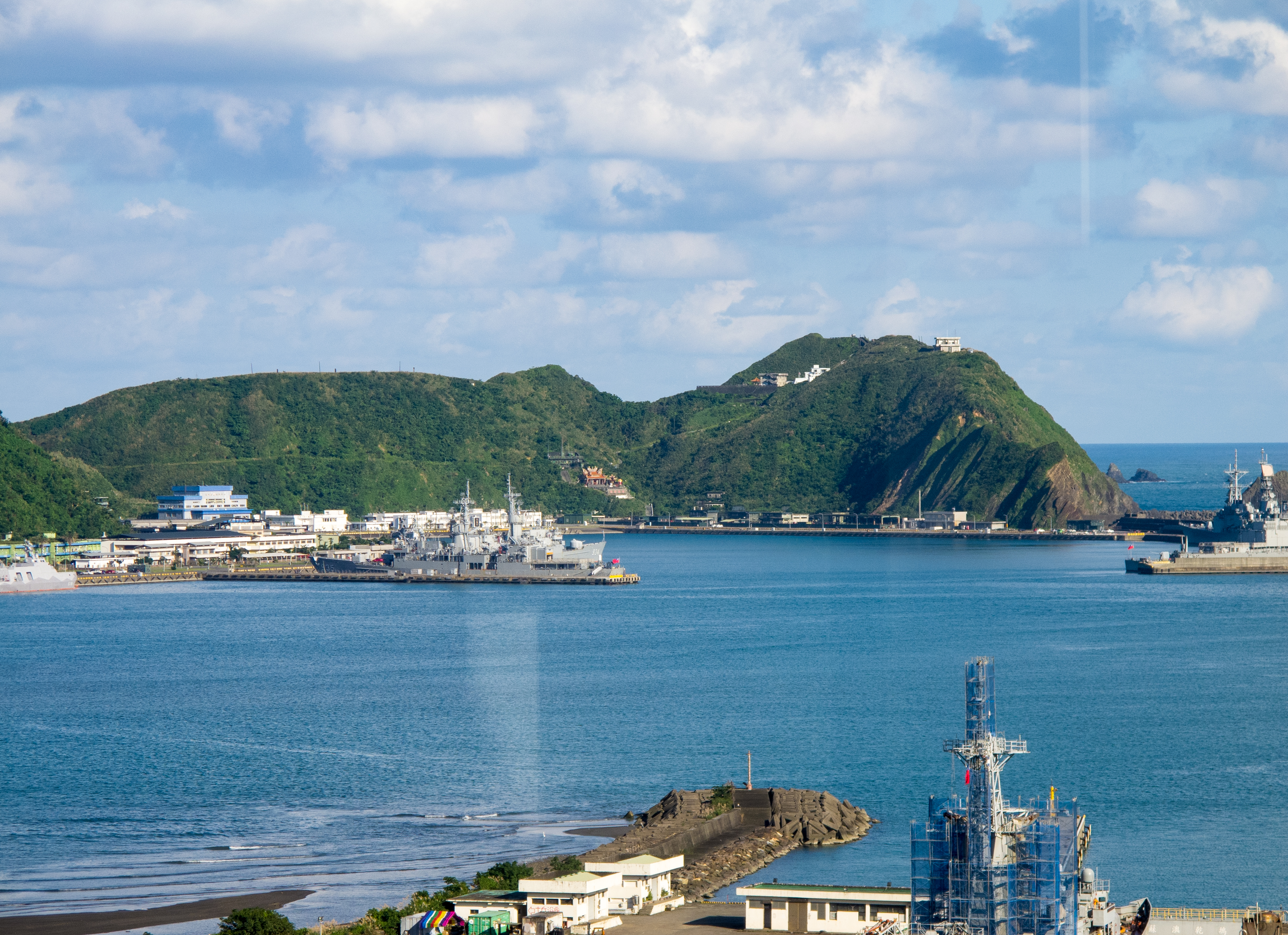
蘇澳海軍中正基地

- 蘇澳港

## 相關著作
- 《樺山資紀蘇澳行》，藤崎濟之助著，林呈蓉譯。
- 《冷泉心影》，鍾梅音著，1951年。
- 《南方澳大戲院興亡史》，邱坤良著。
- 《南方澳海洋紀事》，紀錄片，李香秀導演，2004年第41屆金馬獎最佳紀錄片。
- 《蝴蝶》，張作驥導演，2008年電影，以南方澳與蘭嶼為故事背景。
- 《鯖旅行》.宜蘭縣討海文化保育協會著
- 《靠海女人的肖像》.宜蘭縣討海文化保育協會著
- 《懷舊e圖像》南方澳建港90週年紀念 .宜蘭縣討海文化保育協會著
- 《鱻魚e味》 林文集著
- 《北方澳》 朔源.傳奇.故事 .賴榮興著
- 《海海人生》 南方澳媳婦的漁港見聞手記

## 外部連結
- 蘇澳鎮公所 （页面存档备份，存于）
- 蘇澳鎮公所的Facebook專頁